# Port-en-Bessin külső kikötője (Seurat-kép)
A Port-en-Bessin külső kikötője, ismert még Apály címen is, Georges Seurat festménye.
Seurat 1888 nyarán készítette a festményt a normandiai tengerparti kisvárosban, Port-en-Bessinben. A kikötőt apály idején, verőfényes napsütésben örökítette meg. A pointilista stílusban festett alkotáson jól látszanak a távoli részletek is, a száraz tengerfenéken álló vitorlás és az árbócrudak. A kompozíció geometriai struktúrája megteremti a nyugalom és rend érzetét, megfelelően Seurat céljának, aki úgy akarta ábrázolni a múló pillanatot, mintha az az örökkévalóság lenne.
A festmény egy francia tulajdonos után a belga gyűjtő, Theo von Rysselberghe kollekciójába került. 1922 és 1928 között a párizsi Charles Pacquement birtokolta, majd George Bernheimé lett. 1929-ben az amerikai M. Knoedler & Co. cég vásárolta meg, amely 1934. január 4-én a Saint Louis Art Museumnak adta el.